# Socket AM3
Socket AM3は、AMDのCPUで使用するCPUソケットであり、Socket AM2+の後継のソケットである。AM3のために設計されたPhenom IIプロセッサの最初のグループとあわせて、2009年2月9日に発売された。AM2+からAM3への大きな変更点は、AM3の統合メモリコントローラのサポート内容である。AM3では、DDR2に加えてDDR3がサポートされている

## 仕様
Socket AM2/AM2+のピン数は940本であったが、Socket AM3ソケットのピンホールの数は941本に増えた。しかし、発売されているSocket AM3プロセッサのピン数は938本であり、またピンの位置もSocket AM2/AM2+ソケットと互換性が保たれた配置となっている。このため「Socket AM3版」や、「Socket AM3対応」と表記されたCPUであっても、BIOS、CPUへの供給電圧、消費電力がそれぞれ対応しているようであれば既存のSocket AM2/AM2+ソケットを備えたマザーボード上で使用可能である。
ただし、Socket AM2/AM2+を搭載したマザーボードであっても、Socket AM3版のPhenom IIおよびAthlon IIなどに対応していないマザーボードも存在するので、不明な場合は各マザーボードメーカーへ対応状況を確認する必要がある。
逆に、Socket AM3のソケットを備えたマザーボードにSocket AM2/AM2+版のCPUを搭載することはできない。Socket AM2/AM2+版のCPUは、DDR2 SDRAMのメモリコントローラしか内蔵しておらず、メモリに互換性が無いためである。そのため、Socket AM3のソケットは、Socket AM2/AM2+のものとホールの位置が変更されており物理的にSocket AM2/AM2+版のCPUをSocket AM3ソケットに装着できないよう配慮されている。
前述の通り、Socket AM3はキーのピンの位置、ホールの数を変更している。現状のAM3プロセッサが938ピンであるのに対して、AM3ソケットは941ピン分のコンタクトを有している。
Tom's Hardwareにおいて、ひとつの試みとしてSocket AM2+版のPhenomをSocket AM3に合わせるため、邪魔なキーのピンを2つ取り外してみた。プロセッサは、Socket AM3では動作しなかったが、Socket AM2+では動作した。

### メーカーの対応
マザーボードメーカーは、既存のAM2/AM2+のマザーボードに「AM3 Ready」のような表示を行い、特定のボードでBIOSのアップグレードサポートが提供されることを示した。これにより「AM3 Ready」と表示されたマザーボードは、既存のSocket AM2/AM2+を搭載したマザーボードであっても、BIOSを最新のバージョンにアップグレードすることでSocket AM3版 CPUを使用することができる。
「AM3 Ready」と表示されていないマザーボードであっても、メーカーによりSocket AM3に対応するBIOSが配布されている場合がある。
|            |             | マザーボード | マザーボード | マザーボード | マザーボード |
| Socket AM2 | Socket AM2+ | Socket AM3   | Socket AM3+  |              |              |
| ---------- | ----------- | ------------ | ------------ | ------------ | ------------ |
| C P U      | Socket AM2  | Yes          | Yes          | No           | No           |
| C P U      | Socket AM2+ | Yes          | Yes          | No           | No           |
| C P U      | Socket AM3  | Yes          | Yes          | Yes          | Yes          |
| C P U      | Socket AM3+ | No           | No           | Yes          | Yes          |

## 採用製品
CPU
- AMD
  - K10
    - Shanghai 世代
    - Istanbul 世代

チップセット
一部のチップセットでは、チップセット側の制限によりHyperTransport 2.0までの対応となる。
- AMD
  - 480X[7]
  - 690G[8]
  - 7 Series
  - 8 Series
- NVIDIA
  - nForce 980a
  - GeForce 6100, 6150, 7025